# Nikolaj Michajlovič Švernik
Nikolaj Michajlovič Švernik (in russo Николай Михайлович Шверник?; San Pietroburgo, 19 maggio 1888, 7 maggio del calendario giuliano – Mosca, 24 dicembre 1970) è stato un politico sovietico.

## Vita
Nato a San Pietroburgo, Švernik entrò nel 1905 nel Partito Operaio Socialdemocratico Russo, aderendo alla corrente bolscevica. All'inizio della guerra civile russa ha servito come commissario militare nella 1ª Divisione di fanteria "Simbirsk". Nel 1924 divenne Commissario del Popolo della Repubblica Socialista Federativa Sovietica Russa, l'anno seguente membro del Comitato Centrale del PCUS, divenendone Segretario nel 1926. Alla fine del 1942 fu nominato del Commissione di Stato straordinaria, organismo che doveva elencare e catalogare i crimini commessi dai tedeschi in Unione Sovietica. Dopo la morte di Kalinin, lo sostituì come Presidente del Presidium del Soviet Supremo dell'URSS, incarico che mantenne dal 19 marzo 1946 al 15 marzo 1953.